# Georg Michaelis
Georg Michaelis (Haynau, 1857. szeptember 8. – Bad Saarow, 1936. július 24.) német politikus és a Német Birodalom 6. kancellárja volt 1917-ben. Kormányzása teljesen a katonai felsővezetéstől függött és csupán tizenöt hétig tartott.

## Élete
Georg Michaelis 1857. szeptember 8-án született a poroszországi Haynauban. 1879-ben porosz köztisztviselőként helyezkedett el, majd Tokióban a német jogi iskolán tanított 1885 és 1889 között. 1892-ben ismét porosz köztisztviselői állást vállalt és 1909-ben a Pénzügyminisztérium helyettes államtitkára lett.
Az első világháború során, 1915-től a gabonaellátásért felelős osztály vezetője volt és 1917 elején kinevezték az élelmiszerellátásért felelős porosz állami megbízottnak. Theobald von Bethmann-Hollweg kormányának bukása után a katonai felsővezetés tagjai, akik ekkor gyakorlatilag a Német Birodalom urai voltak (Paul von Hindenburg és Erich Ludendorff vezetésével), Michaelist kérték fel új kormány alakítására 1917. július 14-én.
Mivel Michaelis nem rendelkezett a kancellári teendők ellátásához szükséges képesítéssel, így teljesen a katonai vezetés támogatásától függött. Kitért a Reichstag (szövetségi alsóház) azon követelése elől, hogy szentesítse a július 19-én elfogadott békehatározatot, melyben a Német Birodalom lemondott volna területi követeléseiről. Emellett német részről visszautasított minden adandó engedményt a XV. Benedek pápával folytatott tárgyalások során 1917. augusztus 16-án.
Bukását a Reichstagban a parlamenti többséget biztosító pártok idézték elő, miután Michaelis a Független Szociáldemokrata Pártot okolta az 1917 nyarán bekövetkezett matrózlázadásért. Mivel a katonai vezetők már nem tartották hasznosnak és a parlamenti támogatását is elvesztette, Michaelis 1917. október 31-én lemondásra kényszerült. Ezt követően Pomeránia közigazgatásának vezetését látta el 1918 márciusa és 1919 áprilisa között. Később leginkább a protestáns egyházi szervezetek keretén belül tevékenykedett és diákjóléti tervezetekben vett részt. 1936. július 24-én Bad Saarow-Pieskowban hunyt el.